# Estación Marcelino Escalada
Marcelino Escalada es una estación de ferrocarril ubicada en la localidad homónima, Departamento San Justo, provincia de Santa Fe, Argentina
La estación fue habilitada en 1889 por el Ferrocarril Provincial de Santa Fe.
En su lugar se halla un museo municipal.

## Servicios
Era una de las estaciones intermedias del Ramal F del Ferrocarril General Belgrano.